# Ивритизация
Ивритиза́ция (ивр. עברות‎) — придание словам ивритской формы и смена имён и фамилий людей с иноязычных имён на ивритские имена и фамилии.

## Ивритизация имён во времена ишува
Смена имён на ивритские началась уже в период ишува, зачастую это было символом отказа от «галутной тьмы». В июле 1920 года Аба Шнелер — лидер группы из 131 члена организации «Ха-шомер ха-цаир», которые приехали в Палестину из Польши, собрал их и потребовал сжечь свои паспорта, чтобы изменить имена на ивритские, он сам изменил своё имя на Аба Хоши. Впоследствии он стал мэром Хайфы.
Многие лидеры палестинского ишува переделали свои имена; так, Давид Грин переделал своё имя в Давид Бен-Гурион (по имени легендарного Иосифа бен Гориона), Леви Школьник — в Леви Эшколь, Моше Черток — в Моше Шарет, Шнеур Залман Рубашов сменил свою фамилию на Шазар (аббревиатуру его имени и фамилии), Ицхак Шимшилевич — на Ицхак Бен-Цви (в честь отца), Обри Ибан стал известен как Аба Эвен, Голда Меерсон стала Голдой Меир, а Шимон Перский — Шимоном Пересом.

## Принудительная ивритизация имён
В 1944 году Ваад (Национальный совет) возложил на Мордехая Нимцабицкого руководство деятельностью и подготовкой для получения гражданства и смены имён на ивритские. Нимцабицкий предложил для ивритизации специальный орган, помогающий ивритизировать имена и фамилии, а также рекомендующий использование ивритских имени и фамилии. Показав личный пример, он поменял свою фамилию на Нимцаби.
Во время Войны за независимость в Армии обороны Израиля была основана «Комиссия по ивритским именам», которую возглавил Мордехай Нимцаби. Комиссия опубликовала тысячи экземпляров брошюры «Выбери себе имя на иврите!», которая рекомендовала принуждать солдат менять иностранные имена. Прямые указания выбрать себе имя на иврите были даны послам Израиля, высшим офицерам армии (указания им Бен-Гуриона были не требованиями, а рекомендациями), судьям и представителям государства Израиль в международных органах.
«Во время первого перемирия (1948 год) Бен-Гурион одновременно с назначением новых армейских генералов потребовал, чтобы они сменили имена. Командир Пальмаха генерал Игаль Пайкович отнёсся к этому несерьёзно и не сменил имя на ивритское. Когда он пришёл на церемонию, оказалось, что Бен-Гурион сам выбрал для него имя Игаль Гилади. Ему (Игалю Алону) это имя не понравилось, и он сменил его на Игаль Алон». «В 1955 году Бен-Гурион, министр обороны, решил, что только военнослужащие с еврейскими именами могут представлять армию за рубежом. До 1980-х годов в ЦАХАЛе была практика назначать полковников только с ивритскими именами».
Второй по счёту начальник Общей службы безопасности «Шин-Бет» (ШАБАК) Изидор Рот, когда от него потребовалось сменить фамилию на ивритскую, выбрал имя Изи Дорот. Таким образом он с одной стороны повиновался приказу, с другой же — его новое имя звучало точно так же, как и старое. Лица, желавшие оставить имя, данное при рождении, брали вдобавок ещё и ивритское, пользуясь двойным именем.
На каком-то определенном этапе это требование перестало действовать для работников государственной службы. Для волны эмиграции 1950-х годов была распространена практика присвоения иммигрантам новых ивритских имён, так как считалось, что это способствует ассимиляции в общество. Ференц Кишхонт, например, получил от сотрудника Еврейского агентства «Сохнут» имя Эфраим Кишон. По словам Кишона, заполнявший бумаги чиновник Сохнута спросил его, как его зовут, и, услышав ответ «Ференц», сказал: «Эйн дава́р казэ́» — «Нет такой вещи в природе», а затем написал в документ «Эфраим», аналогично поступив с его фамилией.
Писатель Аарон Аппельфельд, получивший при рождении имя Ирвин Аппельфельд, так рассказывал об изменении своего имени во время эмиграции в Израиль: «Отторжение, неприятие всего того, что было в диаспоре, в том числе и изменение моего имени, приводило меня в бешенство. Если папа и мама назвали меня имя Ирвином и это имя мне нравилось, почему я должен менять его на Аарон? Касательно еврейской традиции, они не меняли имён, но добавляли новые имена в случае болезни или опасности. В те годы к смене имён принуждали на государственном уровне. Тогда не принимали в расчёт, что отрезание старого имени — это то же самое, что отрезание части тела».
Писатель Исаак Ауэрбах-Орпаз описал, как от него требовали изменить своё имя на ивритское незадолго до чтения его избранных рассказов на радио «Коль Исраэль»: «Со мной поговорили люди с радио „Коль Исраэль“, они попросили меня прочитать мои произведения и представиться именем на иврите. Я ответил, что у меня до сих пор его ещё нет. Мне сказали: „позвони в Еврейский национальный фонд и выбери себе имя“. Я позвонил в Еврейский национальный фонд — там предлагали имена на иврите. Мне предложили фамилию „Орпаз“, я её принял».
Смена имён на ивритские довольно редко происходила среди большой волны эмиграции («алии») из бывшего СССР в 1990-х годах и многие из них сохранили свои исконные имена и фамилии. При этом для следующей волны эмиграции в государство Израиль (эфиопов в 1990-х годах) и последующих мигрантов начала XXI века ивритизация имён снова стала широко распространена. Нужно отметить, что многие имена эмигрантов труднопроизносимы для носителей иврита и поэтому некоторые ивритизируют свои данные для удобства их восприятия. Тем не менее, многие эмигранты оставляют свои исконные имена, так как считают их важными для сохранения своей идентичности, культуры и личности.

## Ивритизация имён в литературе
На заре возрождения языка иврит было опубликовано несколько переводов книг с изменением имен героев на ивритские имена. Особенно запомнились[кому?] в этом контексте переводы сочинений Шекспира переводчиком Исааком Силкинсоном, в которых «Ромео и Джульетта» превратились в «Ром и Яэль», а «Отелло» получил имя «Итиэль Ха-куши» («Негр Итиэль»). В вышедших позднее переводах издательства «Мекорот», 1930 года издатель Авраам Кахане написал в предисловии: «Мы увидели, что нужно вернуть доброе имя и восстановить личные имена героев, как в английском первоисточнике». Аналогично изменены имена в некоторых переводах произведения Эриха Кестнера «Тридцать пятое мая». Самым известным примером переименования героев остаётся сказка «Ами и Тами», в первоисточнике — «Гензель и Гретель».

## Методы ивритизации
При смене фамилий для выбора новой использовались различные способы:
- буквальный перевод имени и фамилии. Пример: лексикограф (составитель словарей) Авраам Розенштейн, когда был вынужден менять свою фамилию, выбрал себе фамилию Эвен-Шошан (то есть «каменная роза», дословный перевод с идиша).
- выбор имени и фамилии на иврите с максимально возможным сохранением звучания своего собственного старого имени и фамилии. Пример: Обри Ибан сменил своё имя и фамилию на Абба Эвен.
- смена всего своего собственного имени и фамилии на ивритское. Пример: фамилия Розенталь заменена на Рон-Таль.

Другие способы:
- принятие имени в память умершего близкого родственника: как например, Бен Хаим, Ахи Ицхак, Ави Шмуэль, Авнери, Ицхаки, Аарон.
- выбор нравящегося еврейского имени, никак не связанного со своим собственным.
- имя города или района проживания. Пример: Хульдаи, Шарон.

## Ивритизация наименований городов и поселений
Многие города и поселения в Израиле названы по личным именам людей; при этом иногда городам и поселениям давали имена иностранцев: например, Кфар Трумэн назван в честь иностранца Гарри Трумэна. Этому противостояла правительственная комиссия по именам, также в некоторых случаях против выступали жители поселения. Так конфликт возник в поселении Нецер-Серени, названном в честь Энцо Серени, несмотря на резкое неприятие комиссии; также известен случай смены названия мошава «Кфар Розенвальд» на ивритское — Зарит.
Решение этих проблем иногда происходило в форме ивритизации иностранных имён. Ярким примером этого является название поселения Таль-Шахар, названное первоначально по имени Генри Моргентау, позднее ивритизированому. Поселение «Пинер», позже переименованное в Нофит, было названо в честь Людвига Пинера. Кроме этого, поселение Кохав-Яир названо в память Авраама (Яира) Штерна, руководителя организации «Лехи». Поселение Мицпе-Авив на севере Израиля названо в честь географа Авраама Якова Бравера.
Ивритизация имен поселений производилась также в отношении поселений, названных именами иностранных городов. Поселение Кирьят-Малахи названо в честь американского города Лос-Анджелеса, поселение Мэй Ами — в честь американского города Майами в штате Флорида.

## Оппоненты ивритизации
Не все принимали идею смены имён на еврейские, считая ивритизацию стиранием части еврейской истории. Одним из противников ивритизации фамилий был Мозес Кальвари — писатель и педагог. Он родился в Германии 1883 года, получил традиционное, общее и раввинское образование. Он был членом Ахдут ха-Авода, педагогом в своем поселении Меир-Шфея, соучредителем Еврейской гимназии в Иерусалиме и педагогом в школе «Ахава» в своем поселении Кирьят-Бялик.

«Ицхак Бен-Цви требует, чтобы мы выбросили все иностранные имена, которые нам дороги. Он полагает, что иммиграция в Эрец-Исраэль является революционным актом, возвратом к истокам. Да сотрётся же память диаспоры и вернём престол, поместив свои имена в конверт нашего языка. У меня есть сомнения, что подобный фанатизм уместен. Наши имена это часть — значительная часть — нашей истории. Носители древних имён ещё живы и находятся среди нас; имена деятелей, которыми отмечена наша история — такие имена, как Саспортас или Бенбенисти, Абрабанель или Дон Йехия, Раппапорт или Айбешиц — у нас нет причин стирать эту летопись нашей еврейской жизни. Давайте сохраним веру наших отцов также и в национальном возрождении. Не предавайте свою память радикальными действиями; и это относится не только к известным людям: разнообразие наших имён — признак нашей красочной истории, двухтысячелетней истории, и её следы не уничтожить одним движением руки» 
Некоторые люди были привязаны к своим фамилиям из диаспоры, из-за дворянского происхождения (ивр. יִחוּס; ихус), или из-за желания продолжать идентифицировать себя со своей этнической группой. Известна история одного израильского дипломата, который сказал Давиду Бен-Гуриону: «Я изменю своё имя, если Вы сможете найти мне хоть одного нееврея по фамилии Лифшиц». Другие имели ивритские фамилии с самого начала.
Разногласия по поводу ивритизации фамилий продолжаются. Многие люди изменили свои фамилии, такие, как Игаль Сукенник, который изменил свою фамилию на Игаль Ядин и Леви Школьник, который изменил её на Леви Эшколь. Другие сохранили свои исконные фамилии: Хаим Вейцман и Шимон Агранат.

## Последние годы
Требования к ивритизации имён со временем ослабли, особенно после создания государства Израиль и после установления иврита повседневным языком общения. Тем не менее люди продолжают ивритизировать свои фамилии, особенно служащие Армии обороны Израиля и в израильских дипломатических миссиях, представляющих государство Израиль за рубежом.
Кроме того, из-за возникшей напряжённости в отношениях между различными еврейскими этническими группами, некоторые ивритизируют имена, желая дистанцироваться от своей этнической группы или слиться в «коллективной израильской идентичности».
Также существует тенденция возвращения к своим корням и сохранения традиций, уникальных для каждой этнической группы. В рамках этого желания тех, кто хочет вернуться к своим корням, появляются люди, которые повторно принимают свою семейную фамилию, отброшенную ранее ради «израилизации», такие как израильский писатель Ицхак Орпаз, который восстановил первоначальную фамилию своей семьи «Авербух».
Большая волна иммиграции из бывшего Советского Союза с 1990 года ясно показала ослабление практики ивритизации имён и фамилий, как часть отмеченной общей тенденции этих иммигрантов цепляться за собственную русскую языковую и культурную самобытность. Сознательным примером такого рода является министр туризма Стас Мисежников. Хотя он придерживается идеологии израильского национализма и является членом национально-патриотической партии «Наш дом Израиль», Мисежников не сменил свои славянские имя и фамилию на ивритские.